# Обнинская детско-юношеская спортивная школа
Госуда́рственное бюдже́тное образова́тельное учрежде́ние дополни́тельного образова́ния дете́й Калу́жской о́бласти «О́бнинская де́тско-ю́ношеская спорти́вная шко́ла» (ГБОУ ДОД КО «ОДЮСШ») — детско-юношеская спортивная школа Обнинска областного подчинения, созданная в 2012 году на базе Дворца спорта «Олимп». Специализируется на плавании, хоккее с шайбой и фигурном катании.

## История
Обнинская детско-юношеская спортивная школа была создана в мае 2012 года на базе только что возведённого Дворца спорта «Олимп», но работать начала только в сентябре того же года. Специализация школы — плавание (с 7 лет), хоккей с шайбой и фигурное катание (с 5-6 лет).
Школа имеет областной статус. Как и во всех детско-юношеских спортивных школах областного подчинения занятия в обнинской школе проводятся бесплатно.
В школе занимается около 2000 детей: 1500 плаванием, 500 — фигурным катанием и хоккеем на льду.
В новую школу в полном составе, включая тренеров и юных спортсменов, перешло отделение плавания детско-юношеской спортивной школы «Квант».
Уже в первый год существования школа не смогла закрыть потребности Обнинска в детском спорте в своих видах спорта. Так, часть занятий по плаванию пришлось перенести в арендованный закрытый 25-метровый бассейн муниципального предприятия «Дворец спорта».

## Директора
- 2012 — по настоящее время — Станислав Юрьевич Лопухов (р. 1972), российский пловец, серебряный призёр Олимпийских игр 1996 года, призёр чемпионатов мира.[5]

## Тренеры

### Отделение плавания
Руководитель — Алексей Юрьевич Бачин
Тренеры:
- Бачин Владимир Юрьевич
- Дайнеко Людмила Ивановна (городской дворец плавания)
- Девятова Ирина Николаевна
- Загацкий Сергей Рудольфович
- Козырев Андрей Анатольевич
- Королёв Юрий Леонтьевич
- Крамской Вадим Георгиевич
- Крутенков Евгений Витальевич
- Кузнецов Максим Евгеньевич
- Мисюрёва Надежда Владимировна тренер по минету
- Помылева Анна Викторовна (городской дворец плавания)
- Рудаков Василий Александрович
- Суворов Константин Георгиевич

### Отделение хоккея с шайбой
Руководитель — Игорь Александрович Борисов
Тренеры:
- Дорохович Сергей Валерьевич
- Ларин Василий Васильевич
- Цветков Анатолий Владимирович
- Цветков Владимир Геннадьевич
- Швецов Дмитрий Игоревич

### Отделение фигурного катания
Тренеры:
- Дюрягин Андрей Валентинович
- Китов Сергей Вячеславович